# Enzymatische Peptidsynthese
Die enzymatische Peptidsynthese ist eine in der Synthesechemie zunehmend an Bedeutung gewinnende Variante der Peptidsynthese.

## Grundlagen
Durch die Beteiligung von Enzymen hat sie die Vorteile umweltfreundlicherer Reaktionsbedingungen sowie einer hohen Stereospezifität, wodurch nur L-Aminosäuren verknüpft werden.
Das Grundprinzip ist die Umkehrung der durch Proteasen wie Trypsin katalysierten Peptidspaltung und somit die Verwendung der Proteasen zur Peptidsynthese. Voraussetzung hierfür ist die gegebene Reversibilität der proteasekatalysierten Reaktion. Das Reaktionsgleichgewicht wird dann basierend auf den Effekten des Massenwirkungsgesetzes entsprechend beeinflusst. 

## Verfahrensweise
Die wesentlichen Prinzipien der Umkehrung der exergonen und damit eigentlich bevorzugten Hydrolyse der Peptide sind:
1. thermodynamische Effekte
  - Produktakkumulation: Durch Ausfällen, Überführen in eine andere Phase oder Komplexieren wird das Peptid, was zunächst durch den Einsatz hoher Substratmengen entsteht, dem System entzogen, somit wird seine Bildung chemisch bevorzugt.
  - Annäherung der pKs-Werte der Carboxygruppe und der Aminogruppe durch Erhöhung des pKs-Wertes der Carboxygruppe in organischen Lösungsmitteln wie DMSO
2. kinetische Effekte
  - Deacylierung des bei Serinproteasen und Cysteinproteasen gebildeten Acylenzymintermediates mit z. B. Acylaminoalkylestern statt mit Wasser. Es folgt also die Bildung einer neuen Peptidbindung.